# Stadtbühne Vohenstrauß
Die Stadtbühne Vohenstrauß ist ein eingetragener, gemeinnütziger Theaterverein, der von 1982 bis 2009 auf der Burgruine Leuchtenberg die Burgfestspiele Leuchtenberg veranstaltete. 
Im Jahr 2010 wurde die Durchführung der Burgfestspiele und anderer Theaterveranstaltungen vom Landestheater Oberpfalz übernommen, einer hundertprozentigen Tochter der Stadtbühne Vohenstrauß.
Die Quellen der Stadtbühne liegen in der Vohenstraußer Realschule. In den Jahren 1966 bis 1981 begeisterte der Lehrer Jürgen Weixelbaum mit anspruchsvollen Schultheater nicht nur die Zuschauer, sondern auch die Jugendlichen auf der Bühne. Dem Schultheater entwachsen gründeten einige ehemalige Schüler unter dem Dach der Volkshochschule eine Laienspielgruppe – später bekannt als Volksbühne Vohenstrauß.
Im Jahr 1982 baten Vertreter der Gemeinde Leuchtenberg die Laienschauspieltruppe im inneren Hof der Burgruine Leuchtenberg ein Theaterstück aufzuführen. Als erste Inszenierung wurde Der Geizige von Molière auf die Bühne gebracht. Im Herbst des Jahres wurde der Theaterverein Stadtbühne Vohenstrauß gegründet. Aus dem Gastspiel erwuchs unter Federführung von Intendant Josef Pausch eines der größten und erfolgreichsten Amateurtheater Deutschlands. Die Zahl der Inszenierungen stieg, Musiktheater löste ungebrochene Begeisterung aus und rund 650.000 Besucher kamen bis heute „auf die Burg“. Die Laienbühne wurde zum zweitgrößten Theater der Oberpfalz.
Seit dem Jahr 2006 spielte die Stadtbühne Vohenstrauß vor allem im Herbst und Winter auch im Saal der Regionalbibliothek Weiden in der Oberpfalz. Dort wurden anspruchsvolle Inszenierungen im kleinen Rahmen geboten.